# Torre de l'Esquirol
La Torre de l'Esquirol és una torre del municipi de Cambrils (Baix Camp) del segle xix construïda per optimitzar les comunicacions de l'època mitjançant la telegrafia òptica. Està situada ran de mar a la platja de l'Esquirol. És una obra declarada Bé Cultural d'Interès Nacional.

## Descripció
Torre del telègraf òptic, de planta quadrada amb la part inferior en forma de talús. Obra de paredat, arrebossada. Ha estat molt reformada, especialment l'interior i la coberta.

## Història
Igual que la torre del telègraf de Salou, és del tipus estàndard que predomina el segle xix. Servien de vigilància de les costes, mitjançant el telègraf òptic. Formava part de la línia de telègraf òptic que havia d'enllaçar Madrid amb la Jonquera, passant per la costa des de València fins a Barcelona. Ha estat rehabilitada recentment per l'ajuntament de Cambrils i actualment forma part del Museu d'Història de Cambrils.
És una de les torres de telegrafia òptica més ben conservades de l'Estat espanyol. Restaurada fa uns anys, s'hi va obrir una porta a la planta baixa per a facilitar l'accés. La planta és quadrada amb la part inferior en forma de talús. Bé d'interès nacional.
També fou coneguda com a Torre de la Massaguera, per la relació amb la família cambrilenca Massagué Bieto, qui fou propietaria dels terrenys anexos fins a finals del segle XX.